# Matabuena
Matabuena é um município da Espanha na província de Segóvia, comunidade autónoma de Castela e Leão, de área 21,42 km² com população de 220 habitantes (2006) e densidade populacional de 10,53 hab/km².

## Demografia
| Variação demográfica do município entre 1991 e 2004 | Variação demográfica do município entre 1991 e 2004 | Variação demográfica do município entre 1991 e 2004 | Variação demográfica do município entre 1991 e 2004 |
| --------------------------------------------------- | --------------------------------------------------- | --------------------------------------------------- | --------------------------------------------------- |
| 1991                                                | 1996                                                | 2001                                                | 2004                                                |
| 225                                                 | 216                                                 | 243                                                 | 224                                                 |